# Leda e o Cisne (Copenhaga)

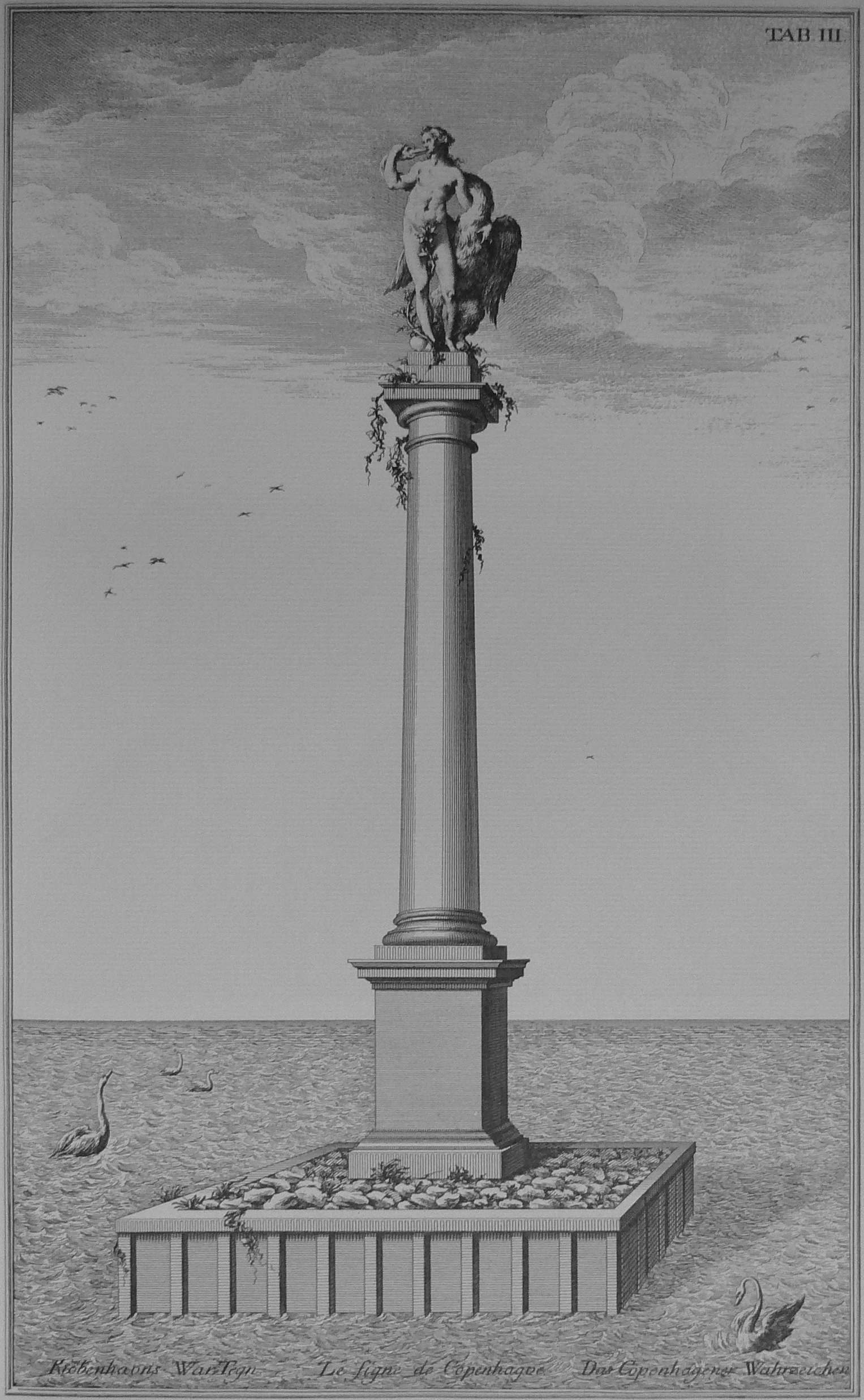
Obra Den Danske Vitruvius feita pelo autor Lauritz de Thurah descrevendo a estátua.

A estátua de Leda e o Cisne, representava o mito clássico da mitologia homónima, entre 1611 até 1795, foi um um marco importante em Copenhaga, na Dinamarca. A estátua foi colocada no topo de uma colónia, perto da entrada do Arsenal de Cristiano IV.

## História
O monumento foi construído em 1611 durante o reinado de Cristiano IV da Dinamarca. Laurids de Thurah, autor da obra Den Danske Vitruvius (primeiro volume, 1746) incorretamente afirmou que a estátua foi levada para uma casa em Kalmar na guerra.
O monumento foi construído numa ilhota artificial com laterais murados, em um banco de areia superficial conhecido como a Taberna da Sereia devido ao fato importante em que as pessoas relatavam sobre aparições de sereias, em frente à entrada indo para um novo porto naval, o Arsenal de Cristiano IV foi concluído na mesma época.
Em 1795, o monumento foi removido por causa do aumento do tráfego de navios no porto, e era necessário escavar a área que até então, tinha apenas um metro de profundidade.
O destino da estátua é incerto. Alguns relatos afirmam que, pouco antes de 1900, ela podia ser encontrada na avenida arborizada Frederiksberg Allé.

## Galeria

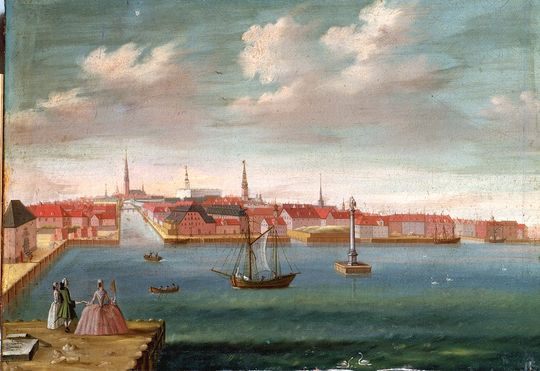
Pintura feita por Rach e Eegberg, 1750.
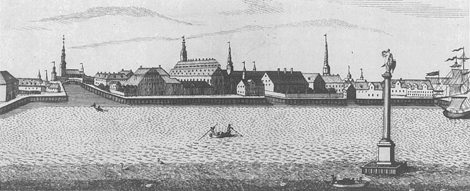
Vista topográfica, 1850.